# نظام جنو جيكس
نظام جنو جيكس أو نظام جيكس (بالإنجليزية: GNU Guix System)‏ هي توزيعة جنو/لينكس متدحرجة حرة مفتوحة المصدر بنيت حول مدير الحزم جيكس. يمكن للمستخدمين إدارة نظامهم من خلاله، والتراجع عن التحديثات. يستخدم نظام جنو جيكس برمجية جنو شيب‌هيرد كنظام تمهيد بدلًا من سيستم دي التقليدي المستخدم في أغلب التوزيعات، كما وتستخدم لينكس ليبرا بدلًا من نواة لينكس الاعتيادية، إضافة إلى دعم لجنو هيرد قيد التطوير. يعد نظام جنو جيكس إحدى التوزيعات المعتمدة من مؤسسة البرمجيات الحرة، والتي ينصح مشروع جنو باستخدامها.

## روابط خارجية
- الموقع الرسمي